# رسوميات متجهية

صورة توضح الفرق في التقريب بين الرسوميات الشعاعية والرسوميات النقطية حيث في الأعلى الصورة مقرية 7 مرات بالرسوميات المتجهية وفي الأسفل مقربة باستخدام رسوميات نقطية

الرسوميات المتجهية أو الرسوميات الشعاعية (بالإنجليزية: Vector graphics)‏ هي رسومات حاسوبية تستعمل وصف للأشكال الهندسية مثل إحداثيات النقط والخطوط والمعادلات الرياضية للمنحنيات لتمثل الصور. وهي بذلك تختلف عن الرسوميات النقطية (بالإنجليزية: bitmap graphics)‏ التي يكون فيها البكسل أصغر عنصر في الصورة، وتمثل الصورة بمصفوفة من النقط المربعة.

## المميزات
تتميز الرسوميات الشعاعية بأنها لا تفقد وضوحها في حالة تكبيرها لأنها تعتمد على معادلات تصف مكونات الصورة، فتعيد الرسم على أي دقة بالتكبير أو التقريب، على عكس الرسوميات النقطية المحدودة بعدد العنصورات (البكسل)، والتي في حالة تكبيرها تظهر حدود عنصوراتها (بكسل) وتفقد ملامحها عند التقريب، ويمكن تعديل أجزاء من الصور المتجهية بسهولة أكثر من الرسوميات النقطية دون أن تؤثر على أجزاء الصورة الأخرى، حيث أنها تحتفظ ببانات كل جزء على حدة، كما أن الرسوميات المتجهية تستطيع تخزين رسومات بحجم تخزين أقل على الحاسوب لأنها تخزن المعادلات المستخدمة في رسم مكونات الصورة، بينما الرسوميات النقطية تخزن كل بكسل في الصورة على حدة.
وتجعل طبيعة الصور المتجهية الوصفية البحث عن أشكال وبيانات في هذه الملفات أسهل، ولذلك فهي مفضّلة للإستخدام للرسوم التوضيحية، كالخرائط والتصاميم المجردة، ولكنها غير مناسبة إطلاقا للتصوير.